# Bjursjön (Hjorteds socken, Småland)
Bjursjön är en sjö i Västerviks kommun i Småland och ingår i Marströmmens huvudavrinningsområde. Sjön har en area på 0,17 kvadratkilometer och ligger 37,1 meter över havet.

## Delavrinningsområde
Bjursjön ingår i det delavrinningsområde (637729-153637) som SMHI kallar för Utloppet av Stora Ramm. Medelhöjden är 45 meter över havet och ytan är 16,67 kvadratkilometer. Det finns inga avrinningsområden uppströms utan avrinningsområdet är högsta punkten. Ramnebäcken som avvattnar avrinningsområdet har biflödesordning 2, vilket innebär att vattnet flödar genom totalt 2 vattendrag innan det når havet efter 9,2 kilometer. Avrinningsområdet består mestadels av skog (86 procent). Avrinningsområdet har 1,21 kvadratkilometer vattenytor vilket ger det en sjöprocent på 7,3 procent.